# Рит, Альберт
Альберт Герберт Рит (нем. Albert Rieth; 11 февраля 1920, Оттенхайм, Баден — 29 апреля 1945, близ Хельбе, Берлин) — унтерштурмфюрер СС, кавалер Рыцарского креста Железного креста.

## Карьера
4 июня вступает в Гитлерюгенд, с 9 ноября 1937 — член СА.
На следующий год 1 апреля 1938 года вступил в СС (№ 490026), попав в соединение «Мёртвая голова», а затем в артиллерийский полк СС.
В июле 1941 года тяжело ранен на Восточном фронте. После выздоровления состоял в запасном артиллерийском полку СС и одновременно проходил курсы кандидатов в офицеры.
С 10 марта 1944 служил в 5-й батареи 54-го добровольческого артиллерийского полка СС 4-й добровольческой моторизированной бригады СС «Нидерланд». К середине года назначен командиром своей батареи.
11 декабря 1944 года награждён Рыцарским крестом Железного креста
Принимал активное участие в обороне Берлина. Погиб в бою на окраине столицы Третьего рейха.

## Награды
- Крест военных заслуг 2-го класса с мечами (30 января 1943)
- Железный крест 2-го класса (12 августа 1944)
- Железный крест 1-го класса (30 августа 1944)
- Рыцарский крест (12 декабря 1944)